# Grangärde revir
Grangärde revir var ett skogsförvaltningsområde inom Dalarnas överjägmästardistrikt, Kopparbergs län, som omfattade av Malungs tingslag Äppelbo socken och Tyngsjö kapellförsamling; vidare Nås tingslag; av Västerbergslags tingslag Grangärde och Ludvika socknar, Norrbärke, Söderbärke och Malingsbo socknar med undantag av kronoparken Kloten samt slutligen av Falu södra tingslag den del av Gustafs socken, som utgörs av Östanbergs gruvallmänning. Reviret, som var indelat i fyra bevakningstrakter, omfattade 15 249 hektar allmänna skogar (1920), varav fyra kronoparker med en areal av 9 320 hektar.